# Dario Čerkez
Dario Čerkez (Vitez, 9. listopada 1978. – 23. prosinca 2022.), hrvatski motokros vozač iz Bosne i Hercegovine. Bio je član Motocross kluba (MCK) Vitez.
Šesnaest puta osvaja naslov državnog prvaka u motokrosu, u klasi MX 1. Tri je puta proglašen najboljim športašem Županije Središnja Bosna, šest puta je bio najbolji športaš općine Vitez. Osvojio je četiri Zlatne kacige Motokros saveza BiH.

## Vanjske poveznice
- Zvonimir Čilić: Deseta uzastopna titula državnog prvaka BiH, Večernji list, preuzeto 3. listopada 2013.